# ۱۳۹۷ (خورشیدی)
سال ۱۳۹۷ خورشیدی، هزار و سیصد و نود و هفتمین سالِ گاه‌شماری هجری خورشیدی است.
سرآغاز آن چهارشنبه ۱ فروردین ۱۳۹۷ (برابر با ۲۱ مارس ۲۰۱۸ میلادی و ۳ رجب ۱۴۳۹ قمری قراردادی) و لحظهٔ تحویل آن، ساعت ۱۹:۴۵:۲۸ روز سه‌شنبه ۲۹ اسفند ۱۳۹۶ خورشیدی به وقت ایران بوده است. این سال عادی و روز چهارشنبه ۲۹ اسفند پایان آن بود.

## نام‌گذاری‌ها
- این سال در گاه‌شماری جانوری سال سگ است.
- این سال در ایران توسط سید علی خامنه‌ای رهبر جمهوری اسلامی ایران به‌عنوان سال «حمایت از کالای ایرانی» نام‌گذاری شد.[۳]

## رویدادها

### فروردین
- ۱ - آغاز پخش مجموعه پایتخت (فصل ۵)
- ۱۰ - برگزاری تظاهرات روز سرزمین ۲۰۱۸ در فلسطین.

### اردیبهشت
- ۱۸ - اعلام رسمی خروج آمریکا از برجام توسط دونالد ترامپ رئیس‌جمهور وقت ایالات متحده آمریکا.

### خرداد
- ۱ - اعتصاب ۱۳۹۷ کامیون‌داران.
- ۸ - انتصاب علیرضا صباحی‌فرد به‌عنوان فرمانده قرارگاه پدافند هوایی خاتم‌الانبیا طی حکم فرمانده کل قوا سید علی خامنه‌ای.
- ۲۸ - اعدام محمد ثلاث، درویش گنابادی زندانی به اتهام کشتن سه مأمور در زندان رجایی‌شهر.

### تیر
- ۲۲ - خورشیدگرفتگی: غیرقابل رویت در ایران.
- ۳۰ - حمله گروه پژاک به پاسگاه مرزی در مریوان که منجر به کشته شدن ۱۱ پاسدار و بسیجی و زخمی شدن ۸ تن دیگر از آنان شد.

### مرداد
- ۵ - ماه‌گرفتگی: قابل رویت در ایران و اغلب نقاط جهان.
- ۸ -  اعتراضات مرداد ۱۳۹۷ ایران.
- ۲۰ - خورشیدگرفتگی: غیرقابل رویت در ایران.
- انحلال باشگاه فوتبال گسترش فولاد تبریز.

### شهریور
- ۱۷ - حمله موشکی سپاه پاسداران به مقر حزب دموکرات کردستان با ۷ موشک کوتاه‌برد فاتح ۱۱۰ که منجر به کشته شدن ۱۵ نفر از اعضای حزب و زخمی شدن حدود ۴۰ نفر از آنان شد.
- ۳۱ - حمله به رژه نظامی در اهواز.

### مهر
- ۲۸ - برگزاری سومین دور انتخابات شورای ملی افغانستان در نظام جمهوری اسلامی
- ۳۰- انحلال باشگاه فوتبال نفت تهران.

### آبان
- ۱۹ - نایب قهرمانی باشگاه فوتبال پرسپولیس در لیگ قهرمانان آسیا ۲۰۱۸.

### دی
- ۴ - حادثه واژگونی اتوبوس حامل دانشجویان دانشگاه آزاد اسلامی واحد علوم و تحقیقات (تهران) که منجر به کشته شدن ۱۰ دانشجو شد.
- ۱۶ - خورشید گرفتگی جزیی: غیرقابل رویت در ایران.
- ۲۴ - سقوط هواپیمای بوئینگ ۷۰۷ ارتش جمهوری اسلامی ایران در فرودگاه فتح در استان البرز که منجر به کشته شدن ۱۵ نفر از ۱۶ نفر سرنشین‌های این هواپیما شد.

### بهمن
- ماه‌گرفتگی کلی ۱ بهمن ۹۷: قابل رویت در ایران.
- ۱۳ - حمله مسلحانه گروه جیش‌العدل به مراسم صبحگاه پایگاه مقاومت بسیج نیک‌شهر در استان سیستان و بلوچستان که منجر به کشته شدن ۱ پاسدار و زخمی شدن ۵ تن دیگر شد.[۴]
- ۲۴ - حمله انتحاری به اتوبوس حامل کارکنان قرارگاه قدس نیروی زمینی سپاه پاسداران انقلاب اسلامی - در جاده خاش به زاهدان در استان سیستان و بلوچستان حداقل به کشته شدن ۲۷ پاسدار و زخمی شدن ۱۳ نفر انجامید.

### اسفند
- ۶ - دیدار بشار اسد رئیس‌جمهور سوریه با سید علی خامنه ای رهبر ایران در تهران.
- ۸ - تصویب ارتقاء شهر قروه درگزین به شهرستان درگزین و جدا شدن از شهرستان رزن در جلسه هیئت دولت دوازدهم.
- ۱۶ - انتخاب سید ابراهیم رئیسی به ریاست قوه قضائیه توسط سید علی خامنه‌ای.
- ۱۸ - اعطای نشان ذوالفقار به قاسم سلیمانی فرمانده نیروی قدس سپاه پاسداران انقلاب اسلامی توسط سید علی خامنه‌ای.
- ۲۷ - سیل در استان‌های گلستان و مازندران.

## درگذشتگان

### فروردین

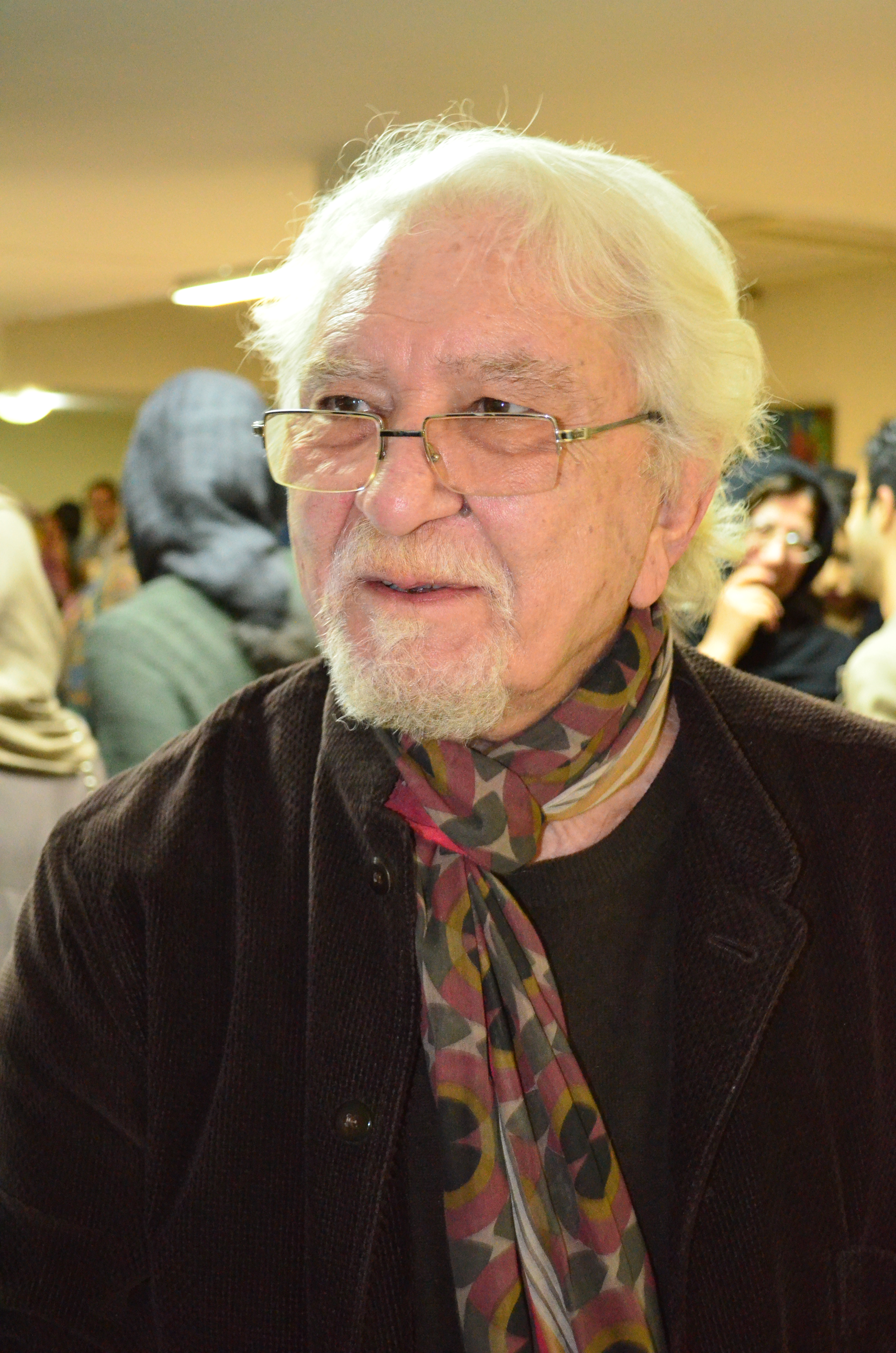
داریوش شایگان
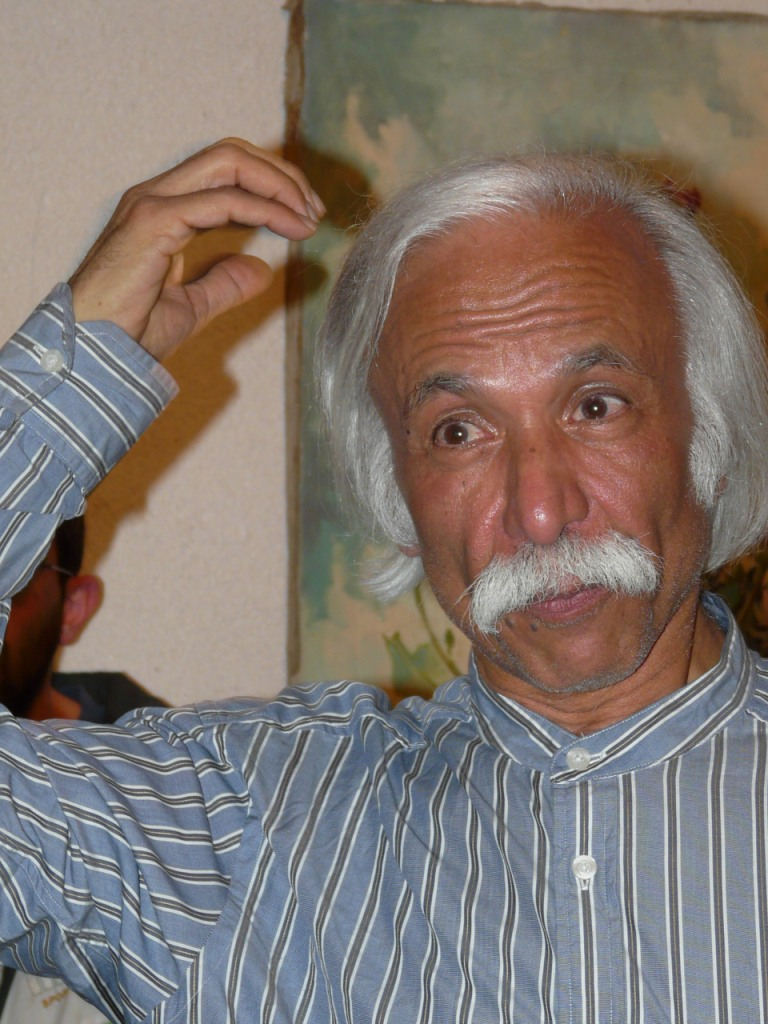
محمدابراهیم جعفری

- ۲ فروردین - داریوش شایگان، فیلسوف و هندشناس ایرانی (زادهٔ ۱۳۱۳)[۵]
- ۱۸ فروردین - بهرام زند، دوبلور و گوینده (زادهٔ ۱۳۲۸)
- ۱۸ فروردین - محمدابراهیم جعفری، نقاش نوگرا و شاعر معاصر، عضو رسمی هیئت علمی دانشگاه هنر تهران و انجمن نقاشان ایران (زادهٔ ۱۳۱۹)
- ۲۱ فروردین - بزرگ لشگری، موسیقی‌دان، آهنگساز و نوازندهٔ برجسته ویولن ایرانی (زادهٔ ۱۳۰۲)
- ۲۸ فروردین - غلامحسین صدری‌افشار، فرهنگ‌نویس، مترجم، نویسنده، و پژوهشگر ایرانی (زادهٔ ۱۳۱۳)

### اردیبهشت

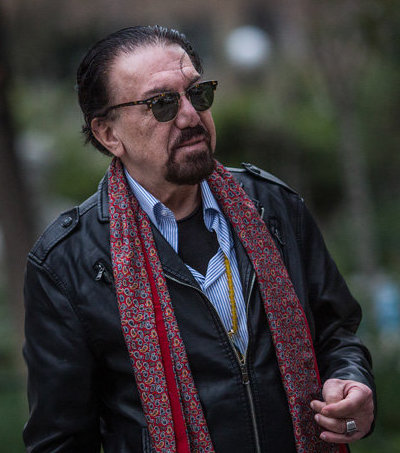
ناصر چشم‌آذر
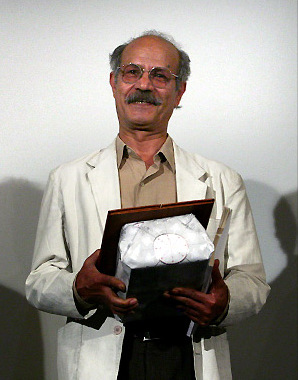
هوشنگ آزادی‌ور
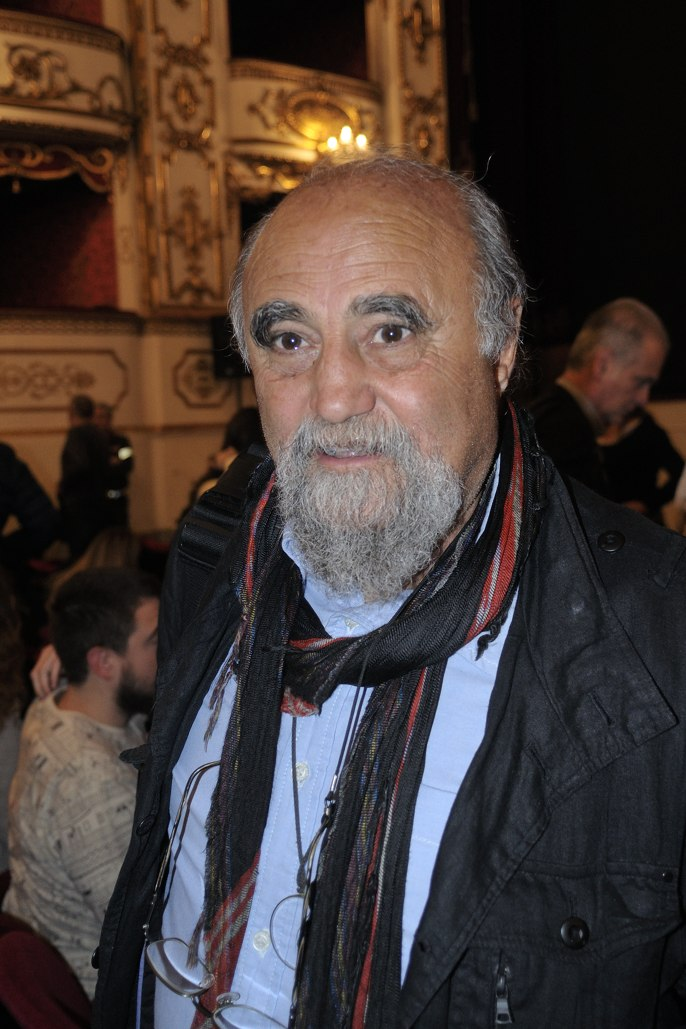
عباس عطار

- ۲ اردیبهشت - حبیب‌الله مهمان‌نواز، امام جمعه بجنورد و نمایندهٔ مردم استان خراسان شمالی در مجلس خبرگان رهبری (زادهٔ ۱۳۰۵)
- ۵ اردیبهشت - عباس عطار، عکاس ایرانی (زادهٔ ۱۳۲۳)
- ۹ اردیبهشت - هوشنگ آزادی‌ور، شاعر، مترجم و مستندساز ایرانی (زادهٔ ۱۳۲۱)
- ۱۴ اردیبهشت - ناصر چشم‌آذر، آهنگساز ایرانی (زادهٔ ۱۳۲۹)
- ۱۷ اردیبهشت - اسدالله ایمانی، نماینده فارس در مجلس خبرگان رهبری، امام جمعه شیراز و نماینده ولی فقیه در استان فارس (زادهٔ ۱۳۲۶)
- ۱۸ اردیبهشت - حسن باشت باوی، پدر بکوس ایران (زادهٔ ۱۳۰۶)
- ۱۹ اردیبهشت - سید کریم قنبری، شاعر و منتقد ادبی و استاد دانشگاه ایرانی (زادهٔ ۱۳۲۳)
- ۲۲ اردیبهشت - حسین مهری، نویسنده، روزنامه‌نگار، مترجم، گزارشگر و برنامه ساز رادیو و تلویزیون اهل ایران (زاده ۱۳۱۵)
- ۲۶ اردیبهشت - قاسم افشار، گوینده اخبار و رادیو (زادهٔ ۱۳۳۰)
- ۲۷ اردیبهشت - سید مهدی طباطبایی، خطیب، استاد اخلاق و سیاستمدار ایرانی (زادهٔ ۱۳۱۵)[۶]
- ۲۷ اردیبهشت - محمدرضا علیزاده، حقوقدان، با سابقه‌ترین عضو حقوقدان شورای نگهبان و سیاستمدار ایرانی (زادهٔ ۱۳۳۰)
- ۲۷ اردیبهشت - حسین شهاب، بازیگر پیشکسوت سینما و تلویزیون (زادهٔ ۱۳۲۵)
- ۲۷ اردیبهشت - حسین فرجی، خواننده موسیقی محلی لری (زادهٔ ۱۳۲۹)
- ۳۱ اردیبهشت - غلامرضا حسنی، نماینده ولی‌فقیه در استان آذربایجان غربی و امام جمعه سابق ارومیه (زادهٔ ۱۳۰۶)
- ۳۰ اردیبهشت - سعید محقق، بازیگر پیشکسوت و از بنیان‌گذاران مکتب تئاتر اصفهان (زادهٔ ۱۳۲۷)

### خرداد

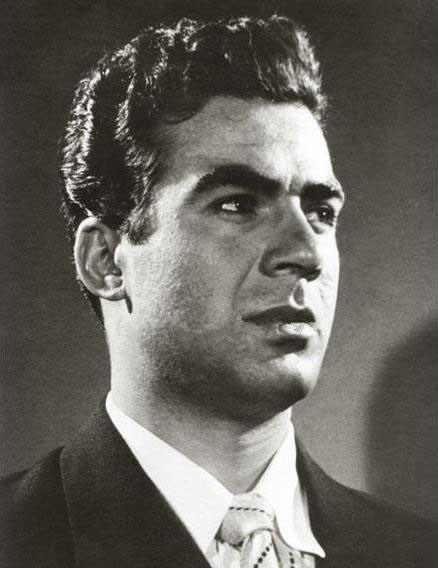
ناصر ملک‌مطیعی

- ۲ خرداد - سید مصطفی موسوی، مجری تلویزیون (زادهٔ ۱۳۴۰)
- ۵ خرداد - ناصر ملک‌مطیعی، بازیگر پیشکسوت سینما و تلویزیون ایران (زادهٔ ۱۳۰۹)
- ۸ خرداد - ناصر یمین مردوخی کردستانی شاعر و خبرنگار پیشکسوت عرصه مطبوعات (زادهٔ ۱۳۲۵)
- ۸ خرداد - حسن اجتهادی، شاعر ایرانی (زادهٔ ۱۳۲۵)
- ۱۲ خرداد - ویدا قهرمانی بازیگر ایرانی (زادهٔ ۱۳۱۵)
- ۱۴ خرداد - شعبانعلی اسلامی، تهیه‌کننده ایرانی (زادهٔ ۱۳۳۸)
- ۱۹ خرداد - احمد احمدی، فیلسوف و سیاستمدار ایرانی (زادهٔ ۱۳۱۲)
- ۲۴ خرداد - محمدامین قانعی راد، جامعه‌شناس ایرانی (زادهٔ ۱۳۳۴)
- ۲۸ خرداد - محمد ثلاث، از درویشان گنابادی {اعدام} (زادهٔ ۱۳۴۶)
- ۳۰ خرداد - صدرالدین شجره، دوبلور و بازیگر ایرانی (زادهٔ ۱۳۳۱)
- ۳۱ خرداد - سید علی‌اکبر موسوی حسینی، استاد اخلاق (زادهٔ ۱۳۱۸)

### تیر

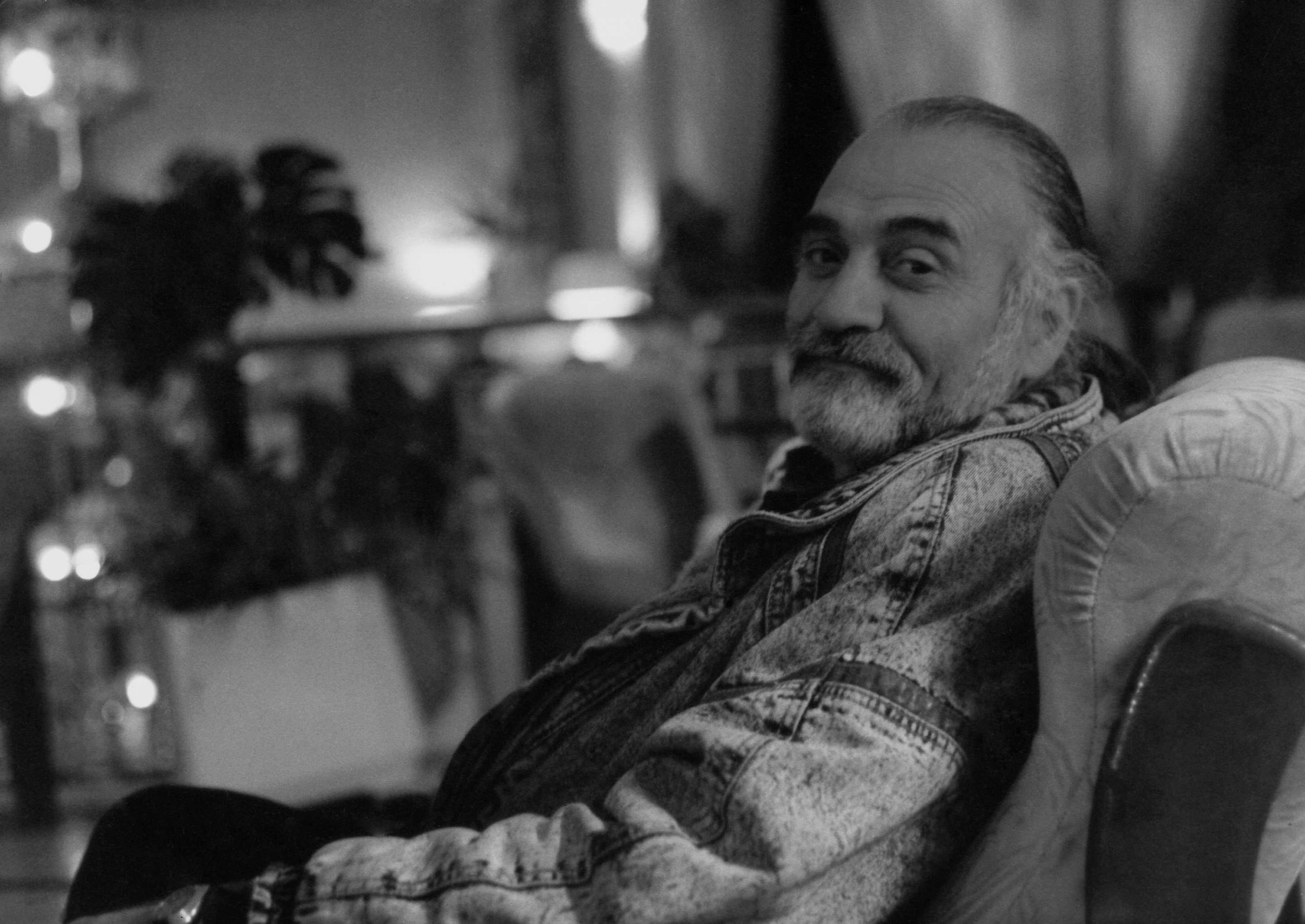
ایرج صفدری
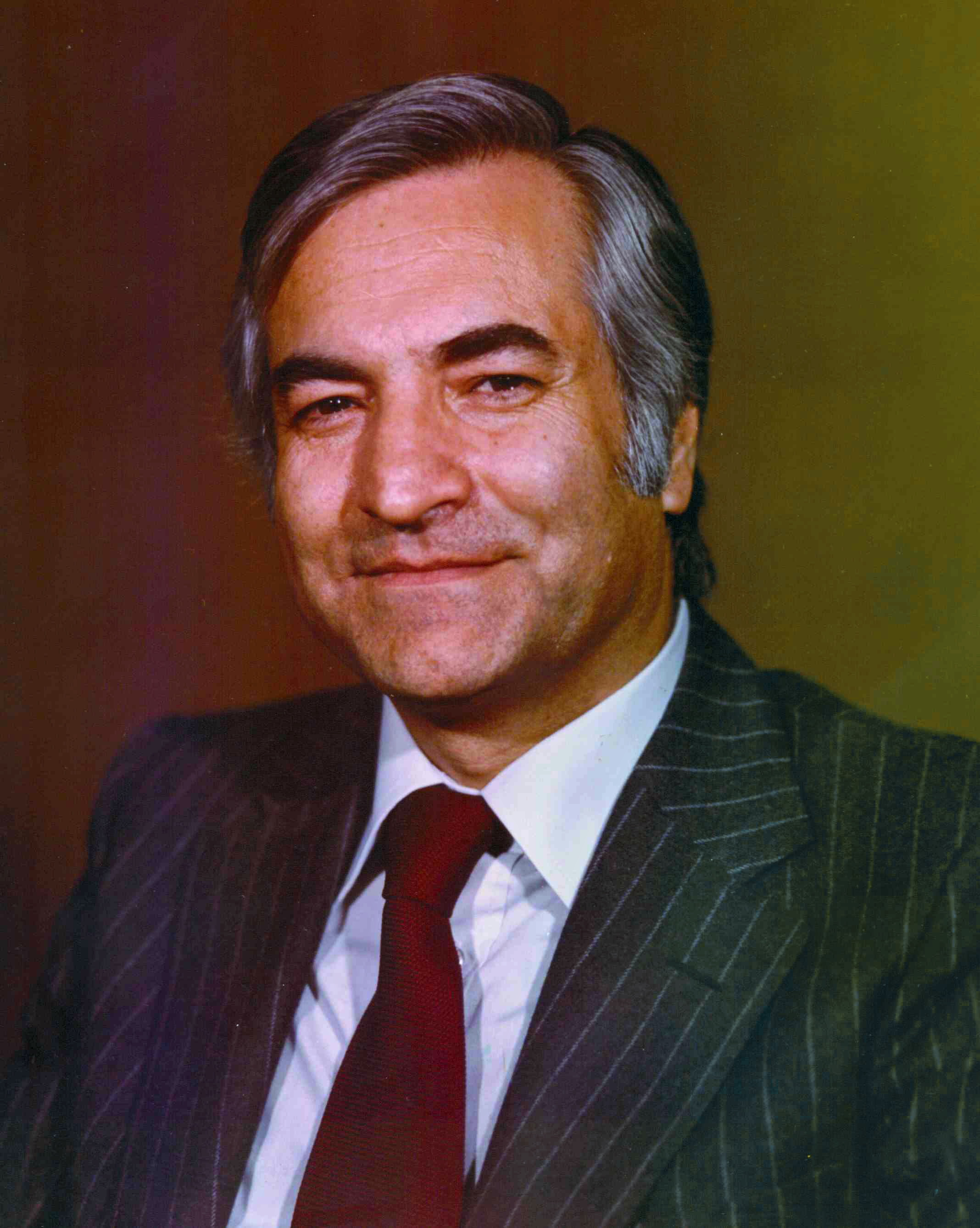
عباس امیرانتظام

- ۲ تیر - ایرج صفدری، بازیگر و چهره‌پرداز سینما (زادهٔ ۱۳۱۷)
- ۵ تیر - علی‌اصغر حاج‌سیدجوادی، فعال سیاسی، نویسنده و روزنامه‌نگار ایرانی (زادهٔ ۱۳۰۳)
- ۱۸ تیر - لیلا امامی، همسر امیرعباس هویدا (زادهٔ ۱۳۱۱)
- ۱۸ تیر - محمد بسته‌نگار، از اعضای سابق جبهه ملی (زادهٔ ۱۳۲۰)
- ۲۱ تیر - عباس امیرانتظام، سیاستمدار ایرانی (زادهٔ ۱۳۱۱)
- ۳۰ تیر - ناصر زرآبادی، نوازنده ویولن و آهنگساز (زادهٔ ۱۲۹۸)
- ۳۰ تیر - مرتضی تهرانی، روحانی مجتهد شیعه و استاد اخلاق (زادهٔ ۱۳۱۳)

### مرداد

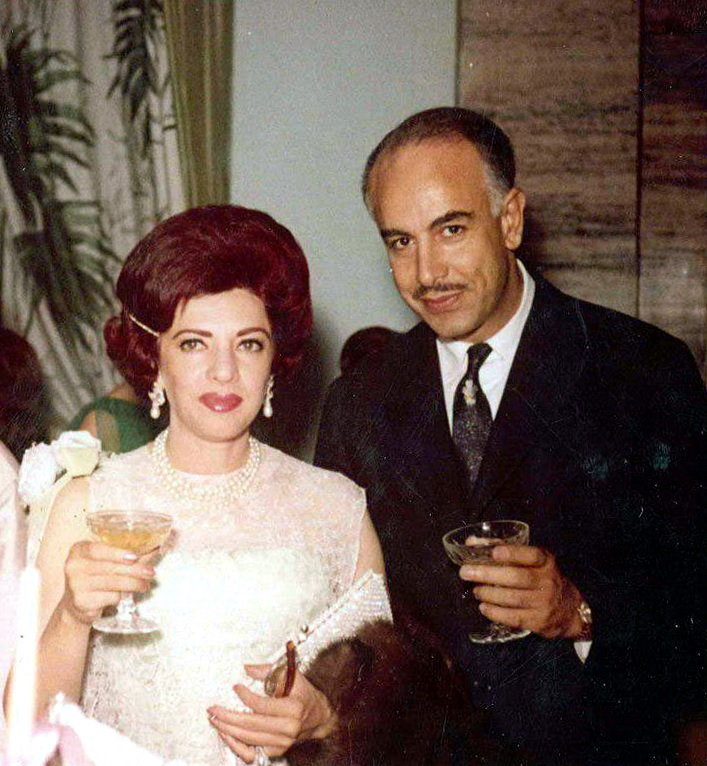
مهرداد پهلبد
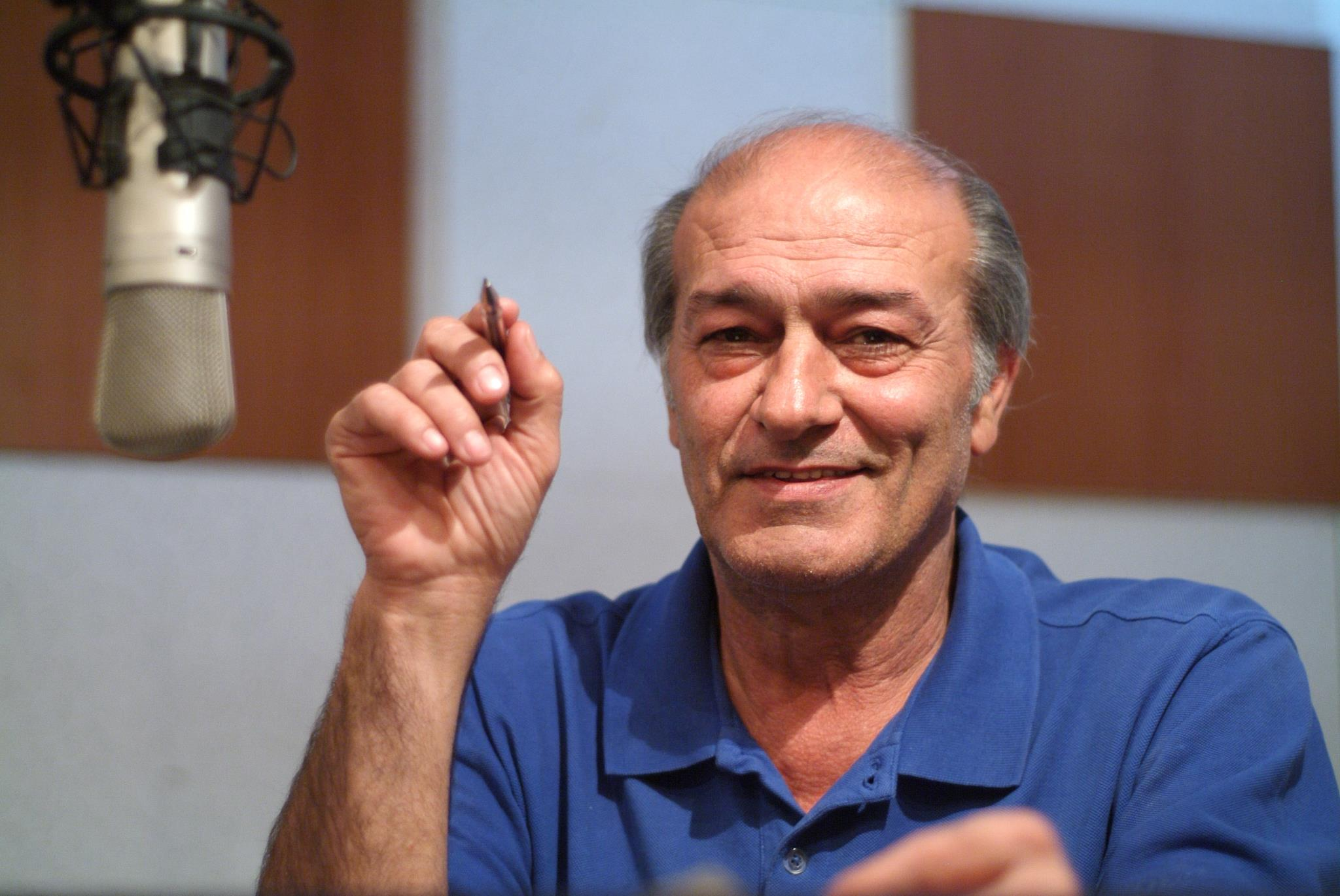
محمد عبادی
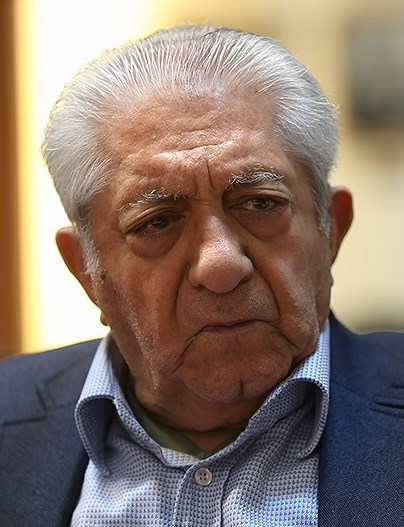
عزت‌الله انتظامی

- ۴ مرداد - فؤاد کریمی، نماینده مردم اهواز در دور اول و دوم مجلس شواری اسلامی (زادهٔ ۱۳۳۰)
- ۷ مرداد - عباس دوزدوزانی، وزیر ارشاد در زمان ریاست‌جمهوری ابوالحسن بنی‌صدر (زادهٔ ۱۳۲۱)
- ۱۵ مرداد - مجید مددی، منتقد ادبی و مترجم (زادهٔ ۱۳۱۴)
- ۱۶ مرداد - مهرمنیر جهانبانی، طراح پارچه و لباس (زاده ۱۳۰۵)
- ۱۸ مرداد - مهرداد پهلبد، نخستین وزیر فرهنگ و هنر و همسر شاهدخت شمس پهلوی (زادهٔ ۱۲۹۵)
- ۱۸ مرداد - قربان‌علی تاری، نخستین دروازه‌بان تیم ملی فوتبال ایران (زادهٔ ۱۳۰۴)
- ۲۰ مرداد - مرادعلی سالار احمدی، خواننده (زادهٔ ۱۳۱۳)
- ۲۱ مرداد - منوچهر عسگری‌نسب، کارگردان و تهیه‌کننده (زادهٔ ۱۳۱۵)
- ۲۳ مرداد - محمد عبادی، دوبلور (زادهٔ ۱۳۲۶)
- ۲۶ مرداد - عزت‌الله انتظامی، بازیگر سینما و تئاتر (زادهٔ ۱۳۰۳)
- ۲۶ مرداد - سید ضیاءالدین دری، کارگردان تلویزیون و سینما (زادهٔ ۱۳۳۲)
- ۳۱ مرداد - صادق صندوقی، تصویرگر کتاب (زادهٔ ۱۳۲۵)

### شهریور

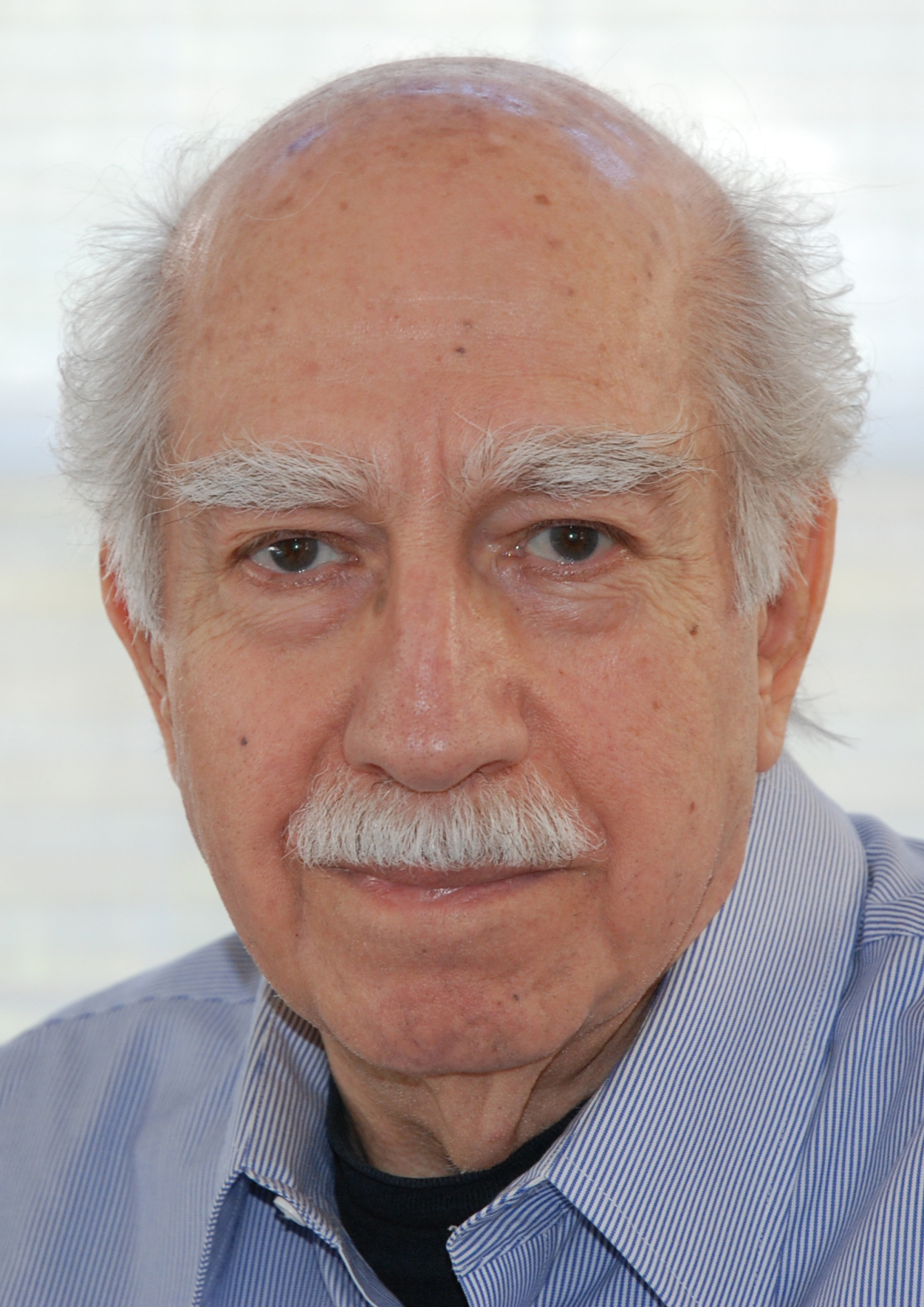
هادی شفائیه
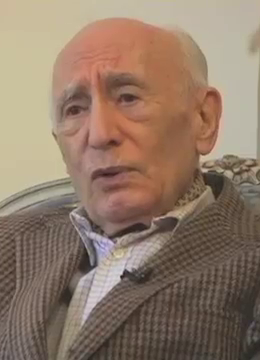
احسان یارشاطر
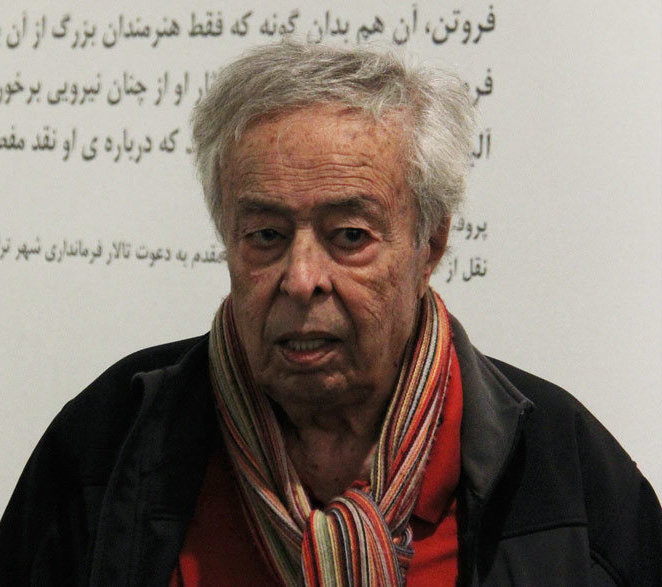
محسن وزیری‌مقدم
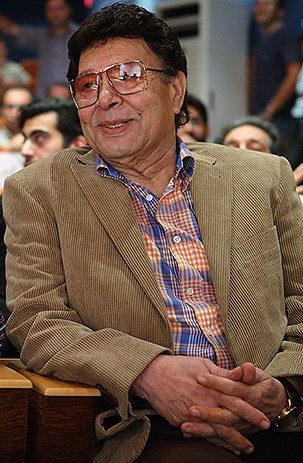
حسین عرفانی
سعید کنگرانی

- ۳ شهریور - شریف باجور، فعال مدنی و فعال محیط زیست (زادهٔ ۱۳۵۰)
- ۴ شهریور - عبدالرحیم ملکیان، تخلص به ناصح قمشه‌ای، روحانی شیعه و پدر مصطفی ملکیان (زادهٔ ۱۳۰۲)
- ۷ شهریور - هادی شفائیه، عکاس (زادهٔ ۱۳۰۲)
- ۹ شهریور - عطا صفرپور، نویسنده و بازیگر (زادهٔ ۱۳۲۴)
- ۱۰ شهریور - احسان یارشاطر، زبان‌شناس، نویسنده، تاریخ‌نگار و بنیان‌گذار و سرویراستار دانشنامهٔ ایرانیکا، بنیان‌گذار مرکز مطالعات ایران‌شناسی، و استاد بازنشستهٔ مطالعات ایرانی در دانشگاه کلمبیا نیویورک (زادهٔ ۱۲۹۹)
- ۱۵ شهریور - لیلی ایمن، از مؤسسان شورای کتاب کودک (زادهٔ ۱۳۰۴)
- ۱۶ شهریور - محسن وزیری‌مقدم، نقاش و مجسمه‌ساز (زادهٔ ۱۳۰۳)
- ۱۸ شهریور - پیتر سلیمانی‌پور، آهنگساز، موسیقی‌دان، نویسنده و نوازنده ایرانی-روسی (زادهٔ ۱۳۴۷)
- ۲۱ شهریور - حسین عرفانی، صداپیشه (زادهٔ ۱۳۲۱)
- ۲۲ شهریور - علی‌اصغر یوسفی‌نیا، محقق، زبان‌شناس، مؤلف و مورخ (زادهٔ ۱۳۲۱)
- ۲۳ شهریور - سعید کنگرانی، بازیگر (زادهٔ ۱۳۳۳)
- ۲۳ شهریور - مهدی آرین‌نژاد، صداپیشه (زادهٔ ۱۳۱۸)
- ۲۳ شهریور - مجید غلام‌نژاد، بازیکن فوتبال (زادهٔ ۱۳۶۲)
- ۳۱ شهریور - پرویز تأییدی، کارگردان و مترجم (زادهٔ ۱۳۱۶)

### مهر

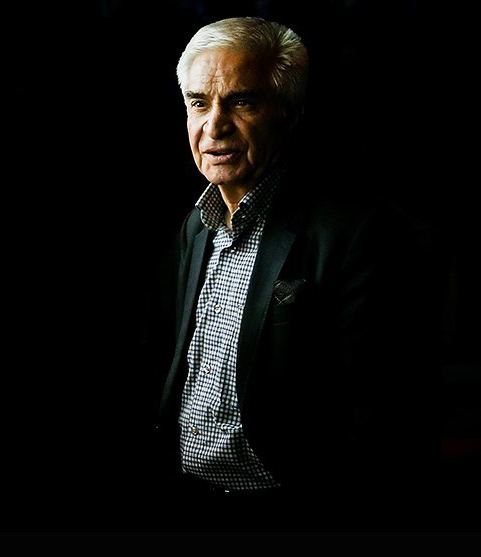
یدالله صمدی
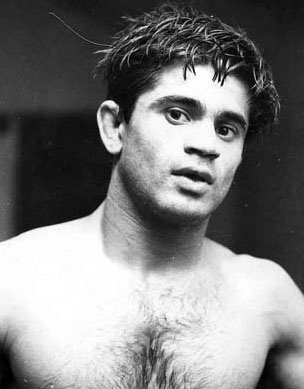
علیرضا قلیچ‌خانی

- ۳ مهر - یدالله صمدی، کارگردان و نویسنده (زادهٔ ۱۳۳۱)
- ۵ مهر - محمد علوی مقدم، ادیب و پژوهشگر ادبیات فارسی (زادهٔ ۱۳۱۱)
- ۱۰ مهر - جمال خاشقچی، روزنامه‌نگار و نویسنده عربستانی که توسط نیروهای محمد بن سلمان آل سعود در کنسولگری عربستان در شهر استانبول کشور ترکیه به قتل رسید (زادهٔ ۱۳۳۷)
- ۱۱ مهر - کیوان مزدا، پزشک و جراح ایرانی فرانسوی‌تبار (زادهٔ ۱۳۲۸)
- ۱۶ مهر - محمد دبیرسیاقی، نویسنده، پژوهشگر و شاعر (زادهٔ ۱۲۹۸)
- ۱۷ مهر - بهرام شفیع، مجری، گزارشگر و رئیس فدراسیون هاکی (زادهٔ ۱۳۳۵)
- ۱۷ مهر - پروین بختیارنژاد، روزنامه‌نگار و فعال حقوق زنان (زادهٔ ۱۳۴۱)
- ۲۳ مهر - علیرضا قلیچ‌خانی، کشتی‌گیر فرنگی‌کار (زادهٔ ۱۳۱۶)
- ۲۵ مهر - فرشید هکی، حقوقدان و فعال حقوق بشر و فعال محیط زیست (زادهٔ ۱۳۵۳)
- ۲۶ مهر - رضا امیریاراحمدی، مجسمه‌ساز (زادهٔ ۱۳۳۸)

### آبان

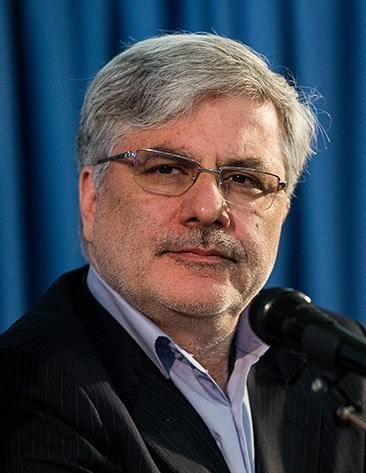
سید محمدتقی نوربخش
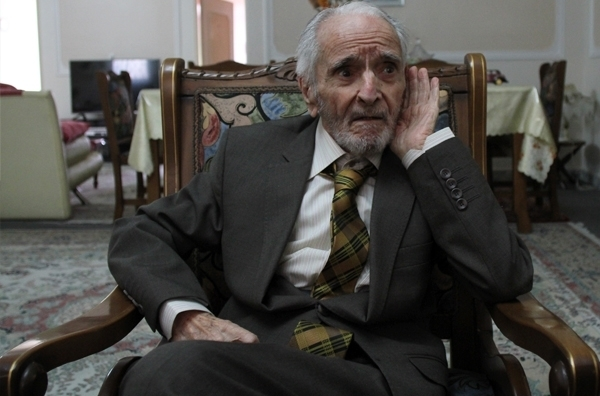
انور خامه‌ای

- ۲ آبان - ناصر ایرانی، نویسنده و نمایش‌نامه‌نویس (زادهٔ ۱۳۱۶)
- ۱۵ آبان - سید نورخدا موسوی مفرد، جانباز (زادهٔ ۱۳۴۹)
- ۱۷ آبان - حمید هوشنگی، روزنامه‌نگار (زادهٔ ۱۳۲۷)
- ۱۹ آبان - احترام‌السادات حبیبیان، بازیگر و مادر علیرضا داوودنژاد و مادربزرگ رضا داوودنژاد (زادهٔ ۱۳۰۳)
- ۲۳ آبان - وحید مظلومین، سلطان سکه (زادهٔ ۱۳۴۱)
- ۲۴ آبان - سید محمدتقی نوربخش، مدیرعامل سازمان تأمین اجتماعی (زادهٔ ۱۳۳۹)
- ۲۴ آبان - عبدالرحمن تاج‌الدین خوزانی، نماینده سابق مجلس و معاون سازمان تأمین اجتماعی (زادهٔ ۱۳۳۴)
- ۲۹ آبان - انور خامه‌ای، نویسنده و سیاستمدار و بنیان‌گذار حزب توده ایران (زادهٔ ۱۲۹۵)

### آذر

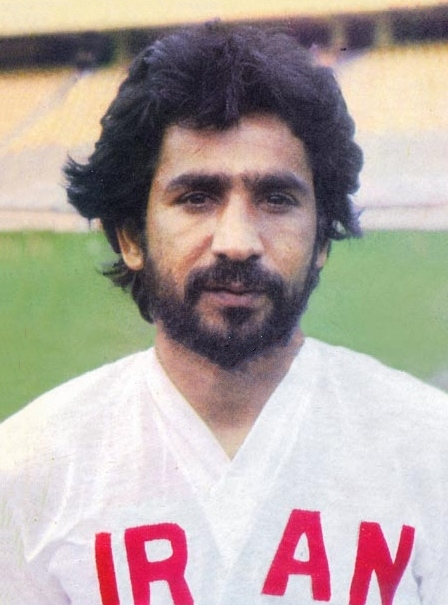
ایرج دانایی‌فرد
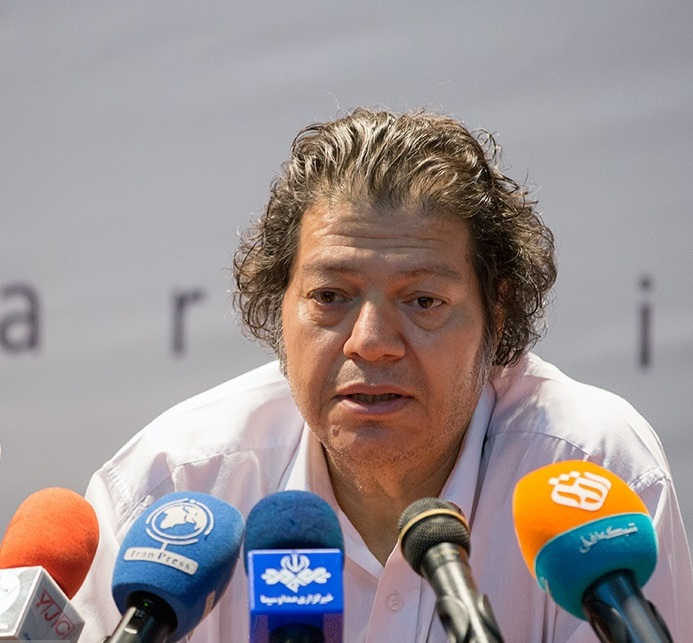
احمدرضا دالوند
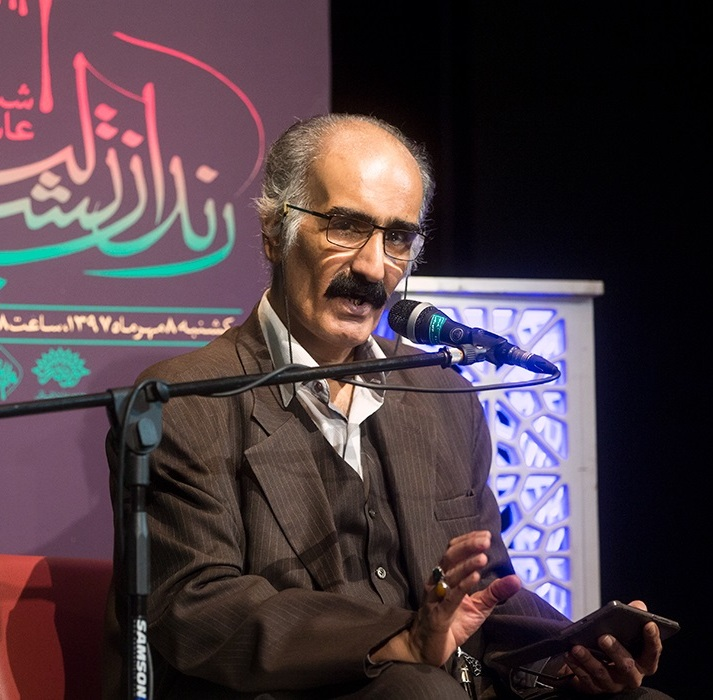
ابوالفضل زرویی نصرآباد

- ۱ آذر - عباس عبدی، نویسنده و داستان‌نویس (زادهٔ ۱۳۳۱)
- ۶ آذر - علیرضا رضایی، طنزپرداز و نویسنده (زادهٔ ۱۳۵۳)
- ۱۰ آذر - ابوالفضل زرویی نصرآباد، شاعر و نویسنده و طنزپرداز (زادهٔ ۱۳۴۸)
- ۱۵ آذر - فرج‌الله حیدری، فیلمبردار (زادهٔ ۱۳۳۵)
- ۱۸ آذر - پیام صابری، چهره‌پرداز و بازیگر (زادهٔ ۱۳۵۲)
- ۱۹ آذر - احمدرضا دالوند، تصویرساز، نویسنده و منتقد هنری (زادهٔ ۱۳۳۷)
- ۲۱ آذر - ایرج دانایی‌فرد، بازیکن فوتبال، زننده اولین گل ایران در جام‌های جهانی و فرزند علی دانایی‌فرد (زادهٔ ۱۳۲۹)
- ۲۱ آذر - وحید صیادی نصیری، فعال حقوق بشر، سلطنت‌طلب و زندانی سیاسی (زادهٔ ۱۳۵۹)
- ۲۲ آذر - ناصر رستگارنژاد، ترانه‌سرا، شاعر و آهنگساز (زادهٔ ۱۳۱۸)

### دی

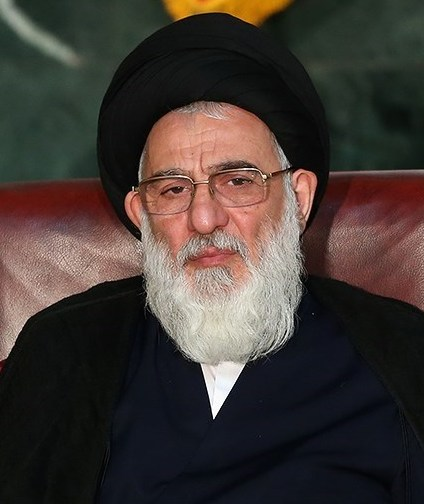
سید محمود هاشمی شاهرودی
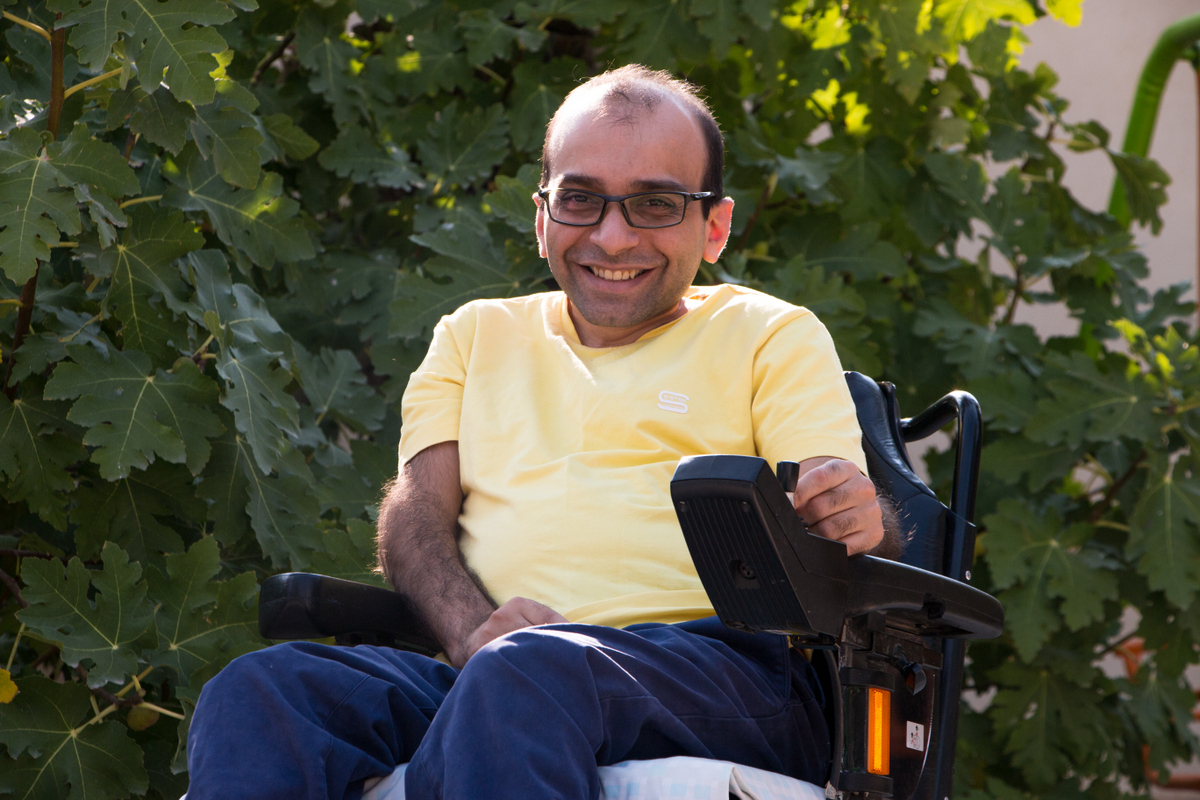
عبدالوهاب نظری
بیژن سمندر
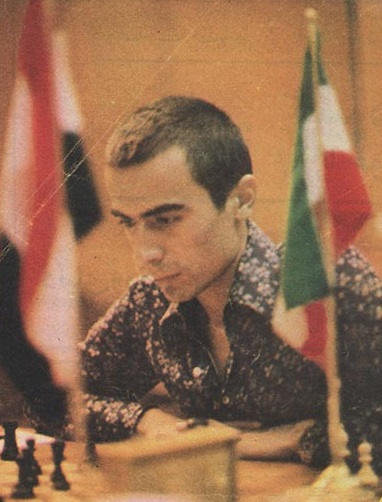
خسرو هرندی
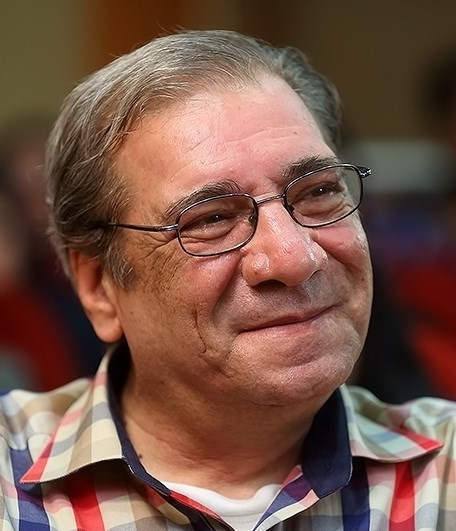
حسین محب‌اهری

- ۱ دی - حمیدرضا باقری درمنی، سلطان قیر (زادهٔ ۱۳۴۸)
- ۳ دی - سید محمود هاشمی شاهرودی، سیاستمدار، عضو فقیه شورای نگهبان، پنجمین رئیس قوه قضاییه و از مراجع تقلید شیعه (زادهٔ ۱۳۲۷)
- ۹ دی - ناصر انتظاری، صدابردار (زادهٔ ۱۳۴۸)
- ۱۵ دی - عبدالوهاب نظری، نویسنده و داستان‌نویس (زادهٔ ۱۳۶۳)
- ۱۷ دی - بیژن سمندر، شاعر و ترانه‌سرا (زادهٔ ۱۳۲۱)
- ۱۷ دی - خسرو هرندی، شطرنج‌باز و اولین استاد بین‌المللی شطرنج ایرانی (زادهٔ ۱۳۲۹)
- ۲۶ دی - حسین محب‌اهری، بازیگر (زادهٔ ۱۳۳۰)
- ۲۸ دی - امیر آقاحسینی، فوتبالیست (زادهٔ ۱۳۱۰)

### بهمن

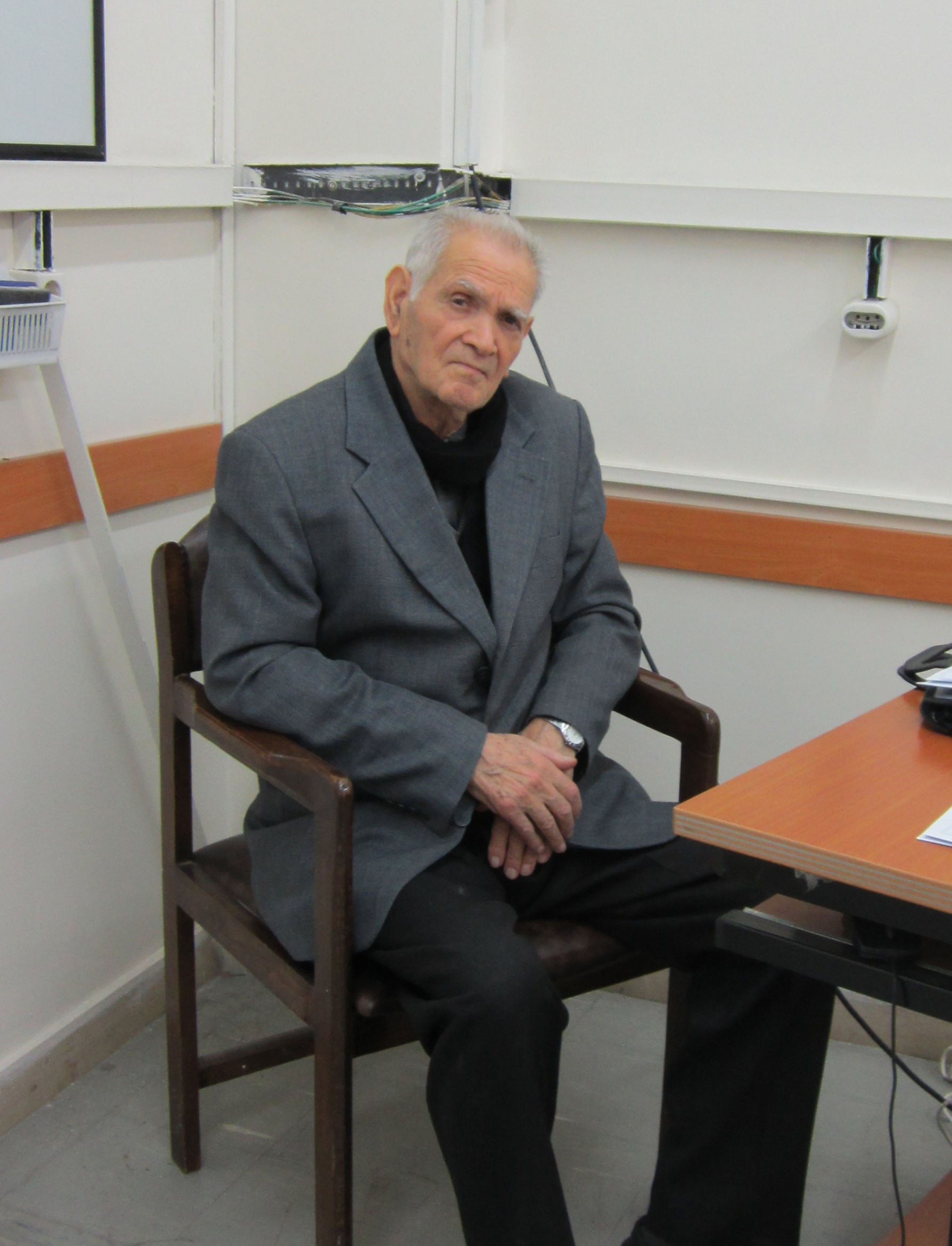
محسن ابوالقاسمی
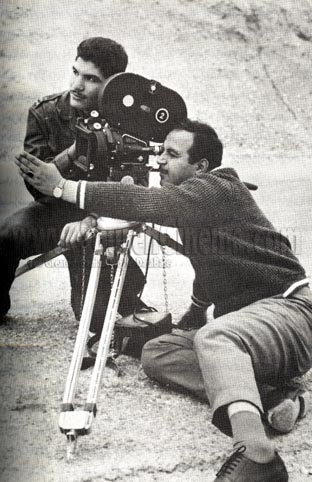
رضا صفایی
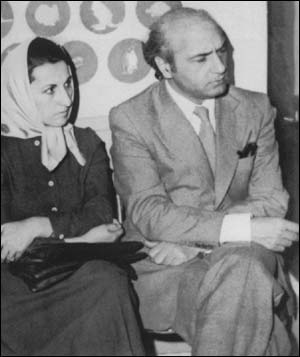
پوران شریعت رضوی
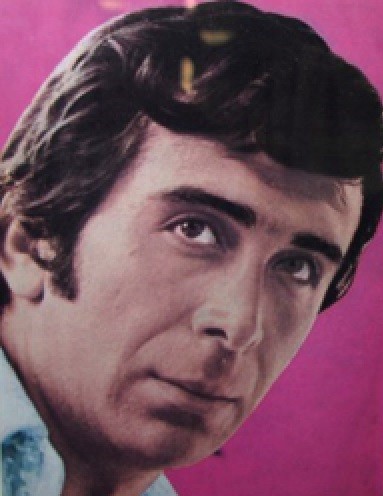
فرخ ساجدی

- ۹ بهمن - محمدنبی حبیبی، دبیرکل حزب مؤتلفه اسلامی و شهردار تهران (زادهٔ ۱۳۲۴)
- ۱۰ بهمن - کاوه دیلمی، خواننده موسیقی سنتی (زادهٔ ۱۳۱۹)
- ۱۵ بهمن - حسین زمرشیدی، معمار سنتی‌کار و نویسنده (زادهٔ ۱۳۱۸)
- ۱۸ بهمن - محسن ابوالقاسمی، زبان‌شناس (زادهٔ ۱۳۱۵)
- ۲۰ بهمن - رجب ابراهیمی، شاعر و ترانه‌سرا (زادهٔ ۱۳۱۴)
- ۲۳ بهمن - رضا صفایی، کارگردان و فیلم‌نامه‌نویس (زادهٔ ۱۳۱۶)
- ۲۶ بهمن - پوران شریعت رضوی، نویسنده و همسر علی شریعتی (زادهٔ ۱۳۱۳)
- ۲۹ بهمن - فرخ ساجدی، بازیگر (زادهٔ ۱۳۲۱)

### اسفند

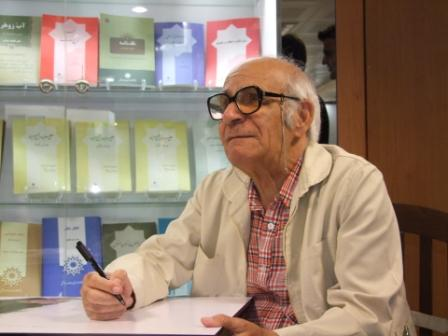
یدالله ثمره
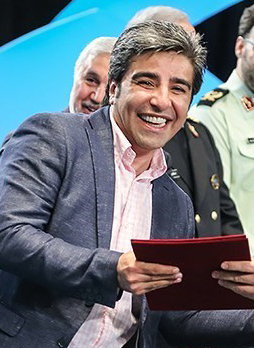
خشایار الوند
یاسمین سلامی
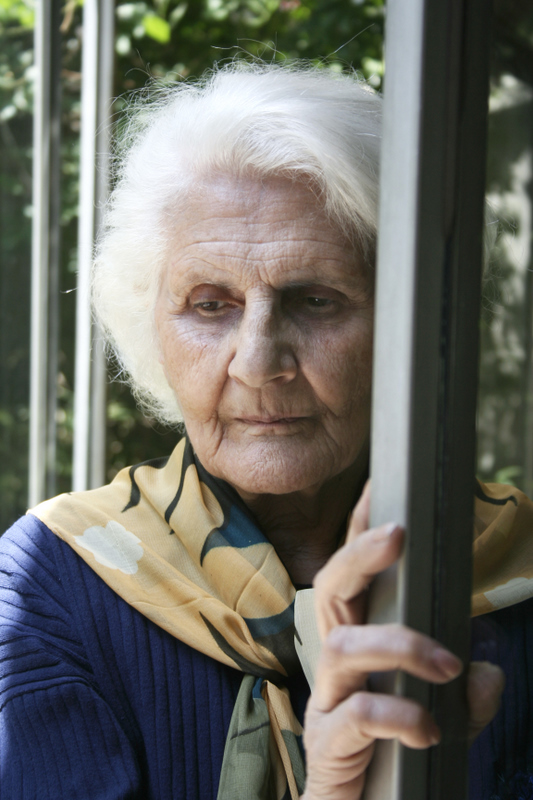
لیلیت تریان
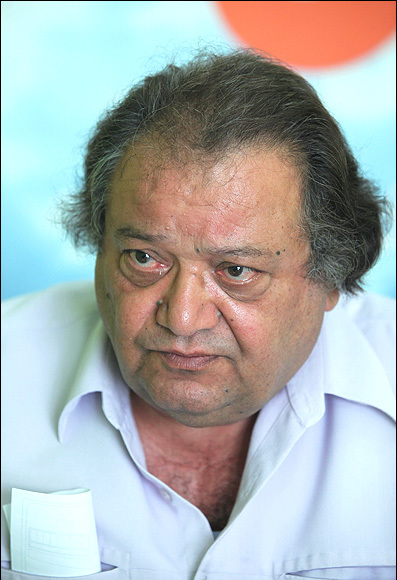
محمد مطیع

- ۳ اسفند
  - یدالله ثمره، زبانشناس (زادهٔ ۱۳۱۱)
  - محمد مؤمن، عضو مجلس خبرگان رهبری (زادهٔ ۱۳۱۶)
- ۹ اسفند - خشایار الوند، فیلم‌نامه‌نویس (زادهٔ ۱۳۴۶)
- ۱۳ اسفند - محمدجعفر مصفا، مترجم، نویسنده و مولوی‌شناس (زادهٔ ۱۳۱۲)
- ۱۵ اسفند - یاسمین سلامی، خواننده (زادهٔ ۱۳۱۳)
- ۱۶ اسفند - لیلیت تریان، مجسمه‌ساز ایرانی ارمنی‌تبار (زادهٔ ۱۳۰۹)
- ۲۴ اسفند - حبیب کاووش، کارگردان و نویسنده (زادهٔ ۱۳۲۳)
- ۲۸ اسفند - کیوان وحدانی، فوتبالیست (زادهٔ ۱۳۶۹)
- ۲۹ اسفند - محمد مطیع، بازیگر سینما و تلویزیون (زادهٔ ۱۳۲۲)[۷]